# Wilhelm Traugott von Wasielewski

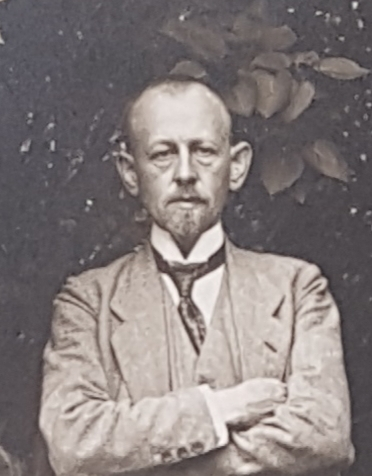
Wilhelm Traugott von Wasielewski

Wilhelm Traugott von Wasielewski (* 9. Februar 1878 in Bonn; † 16. November 1956 in München) war ein deutscher Maler und Zeichner.

## Leben
Wilhelm von Wasielewski wurde am 9. Februar 1878 als Sohn des Königl. Musikdirektors und Musikhistorikers Wilhelm Joseph von Wasielewski (1822–1896) in Bonn geboren.
Sein älterer Bruder war der Schriftsteller Waldemar von Wasielewski (1875–1959)
Von 1897 bis 1898 besuchte er die Kunstschule in Leipzig und von 1898 bis 1900 die Berliner Akademie der Künste; ab 1900 die Münchener Akademie sowie die Wilhelm von Diez Schule München; 1905 bis 1910 war er Schüler von Artur Volkmann in Rom, der entscheidenden Einfluss auf ihn gewann.
Ab 1923 lebte Wasielewski als freischaffender Künstler in München.
Seine Arbeiten orientierten sich in den frühen Jahren an der Münchener Secession, später, bedingt durch seinen Lehrer Artur Volkmann, am Stil der Deutschrömer.
Er schuf Bildnisse, Figurenbilder (Akte) und Landschaften (besonders in Tempera) sowie Illustrationen zu Kindergeschichten und Märchen.
Ein Bildnis seines Lehrers Artur Volkmann befindet sich im Museum Moritzburg in Halle.

## Ausstellungen (Auswahl)
1924 fand eine Sonderausstellung mit Werken von Wilhelm von Wasielewski in der Galerie Heinemann, München statt.
1956 beschickte er die Ausstellung „Das Bildnis im Wandel der Jahrhunderte“ im Museum Moritzburg in Halle.

## Familie
Wilhelm von Wasielewski heiratete am 17. Mai 1916 die Bremer Kaufmannstochter Lucy Kulenkampff (1890–1977), mit der er 5 Kinder hatte (Irene, Wilhelm, Dieter, Heinrich (Heinz), Erwin).